# Cratere Anguissola
Anguissola è un cratere sulla superficie di Mercurio.